# 格拉本-诺伊多夫
格拉本-诺伊多夫（德語：Graben-Neudorf）是德国巴登-符腾堡州的一个市镇。总面积28.80平方公里，总人口11577人，其中男性5777人，女性5800人（2011年12月31日），人口密度402人/平方公里。